# Distretto di Synel'nykove
Il distretto di Synel'nykove (in ucraino Синельниківський район?) è un distretto nell'oblast' di Dnipropetrovs'k in Ucraina. Il suo centro amministrativo è la città di Synel'nykove.Ha una popolazione di 198 974 abitanti.

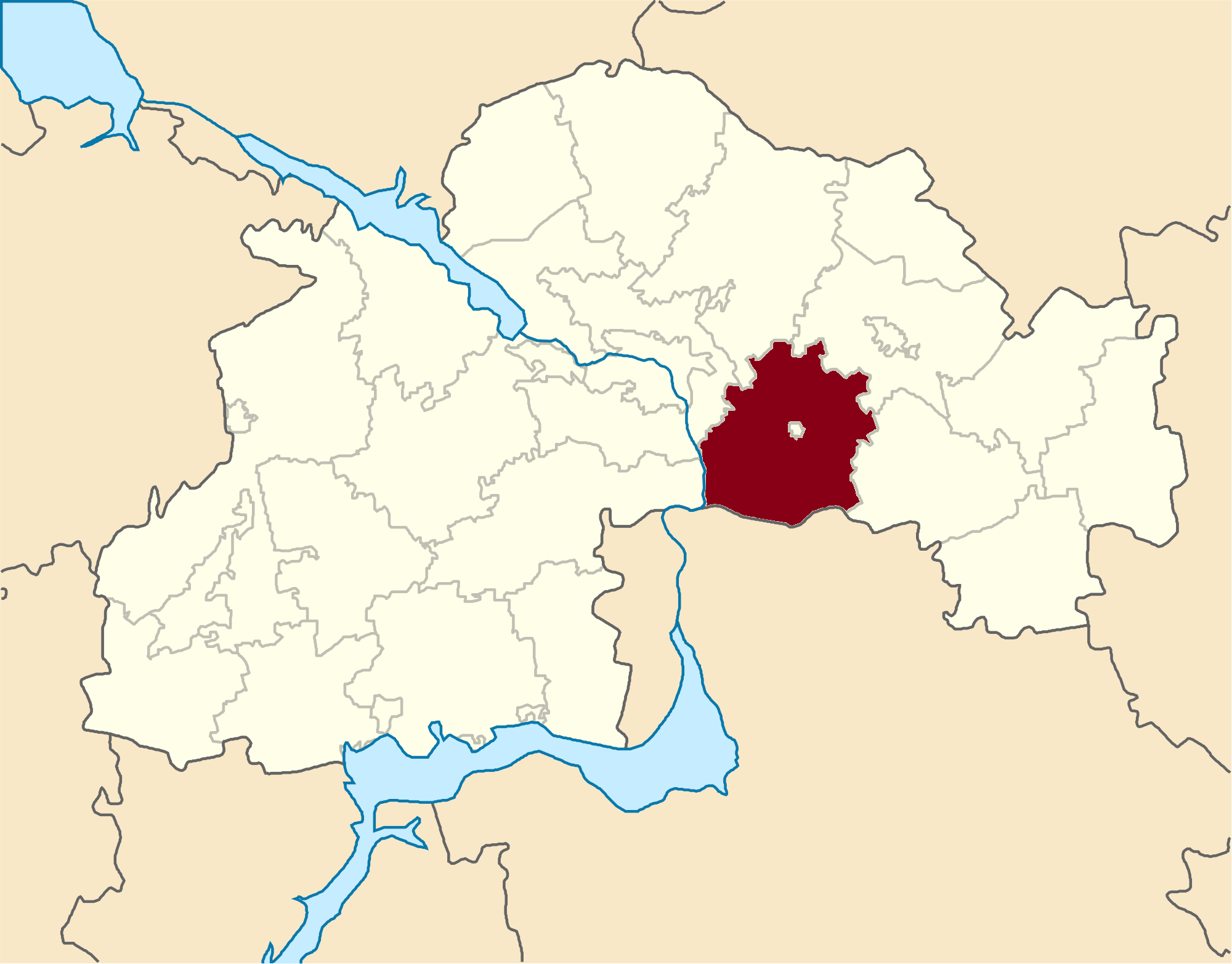
Territorio del distretto prima della riforma del 2020

Il 18 luglio 2020, come parte della riforma amministrativa dell'Ucraina, il numero di distretti dell'oblast di Dnipropetrovs'k è stato ridotto a sette e l'area del distretto di Synel'nykove è stata notevolmente ampliata.